# SN 2010fd
SN 2010fd – supernowa typu Ia odkryta 1 czerwca 2010 roku w galaktyce A140714+5359. W momencie odkrycia miała maksymalną jasność 22,40m.